# HV Gulpen
HV Gulpen was een Nederlandse handbalvereniging uit het Limburgse Gulpen.

## Geschiedenis
De vereniging werd opgericht op 18 juli 1968 in Ingber. In eerste instantie als dames handbalvereniging, maar vanaf 1981 een handbalvereniging waarin zowel dames als heren actief waren. De trainingen en wedstrijden werden aan het begin gehouden op het voetbalveld in Ingber. Het ledenaantal groeide toen er ook heren gingen handballen en er werd bij de gemeente een aanvraag ingediend voor het aanleggen van een verhard veld in de kern van Gulpen. Dit verharde veld werd uiteindelijk in 1983 gerealiseerd achter de toenmalige MAVO-school aan de Witteweg. Later werden alle trainingen en wedstrijden in Sporthal Gulpdal gespeeld.
In 2005 fuseerde HV Gulpen met MVC uit Mechelen tot MenG Optimo.